# Zubaira Tukhugov
Zubaira Tukhugov (Grozni, 15 de enero de 1991) es un artista marcial mixto ruso que lucha en la división de peso pluma de Ultimate Fighting Championship. Competidor profesional de MMA desde 2010, Tukhugov se hizo un nombre, luchando en promociones como Cage Warriors, ProFC, Fight Nights (EFN) y otras, antes de unirse a la UFC en 2014.

## Carrera en las artes marciales mixtas
Tukhugov hizo su debut profesional en 2010 venciendo a sus tres oponentes al ganar el torneo Pankration Atrium Cup 2 de ocho hombres y una noche. Tras un récord de 10-3 en artes marciales mixtas, sería fichado por la promoción rusa Fight Nights, donde ganó sus 3 combates, derrotando a Romano De Los Reyes, Harun Kina y Vaso Bakocevic. Durante su estancia en Fight Nights, Tukhugov realizó un combate para Cage Warriors, derrotando a Denys Pidnebesnyi en CWFC 58.

### Ultimate Fighting Championship
En diciembre de 2013, se anunció que Tukhugov había firmado un contrato con UFC y estaba programado para hacer su debut en la promoción contra Thiago Tavares el 15 de febrero en UFC Fight Night: Machida vs. Mousasi. Sin embargo, Tavares se vio obligado a retirarse debido a una lesión no revelada, y fue sustituido por el recién llegado a la UFC Douglas Silva de Andrade. Ganó el combate por decisión unánime.
Tukhugov se enfrentó posteriormente a Ernest Chavez el 4 de octubre, en UFC Fight Night: Nelson vs. Story. Ganó el combate por nocaut técnico en el primer asalto.
Se esperaba que Tukhugov se enfrentara a Thiago Tavares el 6 de junio de 2015 en UFC Fight Night: Boetsch vs. Henderson. Sin embargo, el emparejamiento se desechó después de que Tukhugov sufriera una lesión en las costillas.
Tukhugov se enfrentó a Phillipe Nover el 10 de diciembre de 2015 en UFC Fight Night: Namajunas vs. VanZant. Ganó el combate por decisión dividida.
Tukhugov se enfrentó después a Renato Moicano el 14 de mayo de 2016 en UFC 198. En una serie de acontecimientos controvertidos, a pesar de que Tukhogov sufrió una patada en la ingle en el primer asalto y de nuevo en el segundo, el árbitro Eduardo Herdy indicó a los competidores que continuaran. Perdió el combate por decisión dividida.
Se esperaba que Tukhugov se enfrentara a Tiago Trator el 9 de diciembre de 2016 en UFC Fight Night: Lewis vs. Abdurakhimov. Sin embargo, el 14 de noviembre, Tukhugov fue retirado de la tarjeta después de ser notificado por la USADA de una posible violación de antidopaje derivada de una muestra fuera de competición recogida anteriormente. En febrero de 2018, se anunció que Tukhugov recibió una suspensión de dos años de la USADA y contribuyó con diez mil dólares por los procedimientos de arbitraje al dar positivo por ostarina en una muestra recogida el 29 de octubre de 2016.
Tukhugov estaba programado para enfrentarse a Artem Lobov el 27 de octubre de 2018 en UFC Fight Night: Volkan vs. Smith. Sin embargo, se informó que Tukhugov fue retirado del combate debido a su papel en el combate posterior a UFC 229.
Después de un descanso de tres años, Tukhugov regresó para enfrentarse a Lerone Murphy el 7 de septiembre de 2019 en UFC 242. El combate de ida y vuelta terminó en un empate dividido con un juez que asignó a cada luchador una victoria 29-28 y el tercero lo vio como un empate 28-28.
Tukhugov se enfrentó a Kevin Aguilar el 23 de febrero de 2020 en UFC Fight Night: Felder vs. Hooker. Ganó el combate por TKO en el primer asalto.
Tukhugov se enfrentó a Hakeem Dawodu el 27 de septiembre de 2020 en UFC 253. En el pesaje, Tukhugov pesó 150 libras, cuatro libras por encima del límite del combate de peso pluma sin título. El combate procedió a un peso acordado y Tukhugov fue multado con un porcentaje de su bolsa, que fue a parar a su oponente Dawodu. Perdió el combate por decisión dividida.
Tukhugov estaba programado para enfrentarse a Ricardo Ramos el 13 de marzo de 2021 en UFC Fight Night: Edwards vs. Muhammad. Una semana antes del evento, Tukhugov se retiró por razones no reveladas. Los responsables de la promoción decidieron eliminar a Ramos de la tarjeta por completo. El combate con Ramos se reprogramó para el 30 de octubre de 2021 en UFC 267. Ganó el combate por decisión unánime.

## Controversias

### Incidente entre Nurmagomedov y McGregor en UFC 229 tras el combate
En UFC 229, Khabib Nurmagomedov saltó la jaula tras su victoria y cargó contra el esquinero de Conor McGregor, Dillon Danis. Poco después, McGregor y el primo de Khabib, Abubakar Nurmagomedov, intentaron salir del octógono, pero se produjo una refriega entre ellos después de que McGregor golpeara a Abubakar, quien le devolvió el golpe. Al ver esto, Tukhugov saltó la jaula y golpeó a McGregor antes de que la seguridad lo retirara y a Asadulla Emiragaev.
 El 29 de enero de 2019, la NSAC anunció una suspensión de un año para Tukhugov, (retroactiva al 6 de octubre de 2018) y una multa de $25000 dólares. El 22 de mayo de 2019, la NSAC redujo las suspensiones en 35 días, lo que permitió a Tukhugov ser elegible para competir de nuevo el 1 de septiembre de 2019.

## Récord en artes marciales mixtas
| Resultado | Récord | Oponente                 | Método                                 | Evento                                      | Fecha                    | Ronda | Tiempo | Localización      | Notas                                                                                        |
| --------- | ------ | ------------------------ | -------------------------------------- | ------------------------------------------- | ------------------------ | ----- | ------ | ----------------- | -------------------------------------------------------------------------------------------- |
| Victoria  | 20-5-1 | Ricardo Ramos            | Decisión (unánime)                     | UFC 267                                     | 30 de octubre de 2021    | 3     | 5:00   | Abu Dhabi         |                                                                                              |
| Derrota   | 19-5-1 | Hakeem Dawodu            | Decisión (dividida)                    | UFC 253                                     | 27 de septiembre de 2020 | 3     | 5:00   | Abu Dhabi         | Combate de peso acordado (150 libras); Tukhugov no alcanzó el peso.                          |
| Victoria  | 19-4-1 | Kevin Aguilar            | TKO (puñetazos)                        | UFC Fight Night: Felder vs. Hooker          | 23 de febrero de 2020    | 1     | 3:21   | Auckland          |                                                                                              |
| Empate    | 18-4-1 | Lerone Murphy            | Empate (dividido)                      | UFC 242                                     | 7 de septiembre de 2019  | 3     | 5:00   | Abu Dhabi         |                                                                                              |
| Derrota   | 18-4   | Renato Moicano           | Decisión (dividida)                    | UFC 198                                     | 14 de mayo de 2016       | 3     | 5:00   | Curitiba          |                                                                                              |
| Victoria  | 18-3   | Phillipe Nover           | Decisión (unánime)                     | UFC Fight Night: Namajunas vs. VanZant      | 10 de diciembre de 2015  | 3     | 5:00   | Las Vegas, Nevada |                                                                                              |
| Victoria  | 17-3   | Ernest Chavez            | TKO (puñetazos)                        | UFC Fight Night: Nelson vs. Story           | 4 de octubre de 2014     | 1     | 4:21   | Estocolmo         |                                                                                              |
| Victoria  | 16-3   | Douglas Silva de Andrade | Decisión (unánime)                     | UFC Fight Night: Machida vs. Mousasi        | 15 de febrero de 2014    | 3     | 5:00   | Jaraguá do Sul    |                                                                                              |
| Victoria  | 15-3   | Vaso Bakočević           | KO (patada trasera giratoria)          | Fight Nights - Battle of Moscow 13          | 26 de octubre de 2013    | 1     | 4:30   | Moscú             | Debut en el peso pluma.                                                                      |
| Victoria  | 14-3   | Denys Pidnebesnyi        | Decisión (unánime)                     | CWFC 58                                     | 24 de agosto de 2013     | 3     | 5:00   | Grozni            | Combate de peso acordado (158 libras).                                                       |
| Victoria  | 13-3   | Kuat Khamitov            | Decisión (dividida)                    | Alash Pride - Great Battle                  | 30 de marzo de 2013      | 2     | 5:00   | Alma Ata          |                                                                                              |
| Victoria  | 12-3   | Harun Kina               | TKO (puñetazos)                        | Fight Nights - Battle of Moscow 10          | 23 de febrero de 2013    | 1     | 2:30   | Moscú             | Combate de peso acordado (157 libras).                                                       |
| Victoria  | 11-3   | Romano De Los Reyes      | Decisión (unánime)                     | Fight Nights - Battle of Moscow 8           | 3 de noviembre de 2012   | 2     | 5:00   | Moscú             |                                                                                              |
| Victoria  | 10-3   | Anatoliy Pokrovsky       | Decisión (unánime)                     | League S-70: Russian Championship Finals    | 11 de agosto de 2012     | 1     | 1:43   | Sochi             |                                                                                              |
| Derrota   | 9-3    | Akhmet Aliev             | KO (patada en la cabeza)               | League S-70: Russian Championship SF        | 25 de mayo de 2012       | 1     | 3:19   | Moscú             |                                                                                              |
| Victoria  | 9-2    | Ivan Lapin               | Decisión (dividida)                    | League S-70: Russian Championship 3rd Round | 6 de abril de 2012       | 3     | 5:00   | Moscú             |                                                                                              |
| Victoria  | 8-2    | Risim Mislimov           | Decisión (unánime)                     | MMA Corona Cup 20                           | 17 de febrero de 2012    | 3     | 5:00   | Moscú             | Debut en el peso wélter.                                                                     |
| Derrota   | 7-2    | Anton Telepnev           | Decisión (dividida)                    | ProFC 22                                    | 17 de diciembre de 2010  | 3     | 5:00   | Rostov            |                                                                                              |
| Victoria  | 7-1    | Murad Abdulaev           | TKO (parada médica)                    | ProFC - Russia Cup Stage 1                  | 13 de noviembre de 2010  | 1     | 5:00   | Taganrog          | Final del torneo de peso ligero de la primera fase de la Russia Cup.                         |
| Victoria  | 6-1    | Rasul Shovhalov          | Decisión (unánime)                     | ProFC - Russia Cup Stage 1                  | 13 de noviembre de 2010  | 2     | 5:00   | Taganrog          | Semifinal del torneo de peso ligero de la primera fase de la Russia Cup.                     |
| Derrota   | 5-1    | Murad Machaev            | Sumisión (estrangulamiento por detrás) | Fight Nights - Battle of Moscow 1           | 5 de junio de 2010       | 1     | 1:17   | Moscú             | Final del Torneo de Peso Ligero de la Battle of Moscow 1.                                    |
| Victoria  | 5-0    | Danil Turinghe           | TKO (puñetazos)                        | Fight Nights - Battle of Moscow 1           | 5 de junio de 2010       | 1     | 1:26   | Moscú             | Semifinal del Torneo de Peso Ligero de la Battle of Moscow 1.                                |
| Victoria  | 4-0    | Evgeniy Slonskiy         | Decisión (unánime)                     | ProFC - Commonwealth Cup                    | 23 de abril de 2010      | 2     | 5:00   | Moscú             |                                                                                              |
| Victoria  | 3-0    | Viktor Finagin           | Sumisión (estrangulamiento por detrás) | Pankration Atrium Cup 2                     | 10 de marzo de 2010      | 2     | N/A    | Moscú             | Final del torneo de peso ligero de la Atrium Cup 2 de Pankration.                            |
| Victoria  | 2-0    | Roman Markovich          | Decisión (unánime)                     | Pankration Atrium Cup 2                     | 10 de marzo de 2010      | 3     | 5:00   | Moscú             | Semifinal del torneo de peso ligero de la Atrium Cup 2 de Pankration.                        |
| Victoria  | 1-0    | Isa Musaev               | Decisión (unánime)                     | Pankration Atrium Cup 2                     | 10 de marzo de 2010      | 3     | 5:00   | Moscú             | Debut en el peso ligero. Ronda inaugural de la Atrium Cup 2 de Pankration en el peso ligero. |